# Saint-Maurice-des-Noues
Saint-Maurice-des-Noues è un comune francese di 652 abitanti situato nel dipartimento della Vandea nella regione dei Paesi della Loira.

## Società

### Evoluzione demografica
Abitanti censiti